# Futbol'nyj Klub Dnipro 2010-2011
Questa voce raccoglie le informazioni riguardanti il Futbol'nyj Klub Dnipro nelle competizioni ufficiali della stagione 2010-2011.

## Stagione
In campionato la stagione inizia nel migliore dei modi, con 6 vittorie nelle prime 5 giornate e il primo posto in classifica con due punti di vantaggio sullo Shakhtar; alla sesta giornata, però, il Dnipro cade in casa contro il Metalist, perdendo la vetta. Dopo risultati negativi nelle successive giornate, all'undicesima giornata Bezsonov è sostituito in panchina da Tyščenko.
L'interregno dura appena due settimane ed è interrotto dall'arrivo di Juande Ramos: il cambio di tecnico non cambia la sostanza del campionato del Dnipro che, nonostante quattro vittorie tra la quint'ultima e la penultima giornata e il prestigioso pareggio in casa dello Shakhtar, termina al quarto posto, confermando il risultato della precedente stagione.
Il cammino nelle coppe europee è presto interrotto: dopo aver superato il terzo turno preliminare, infatti, nei play-off di Europa League il Dnipro viene eliminato dal Lech Poznań.
In Coppa d'Ucraina il Dnipro giunge fino in semifinale, dove viene sconfitta nella gara unica di Donec'k dai futuri campioni dello Shakhtar.

## Rosa
| N. |                      | Ruolo | Calciatore         |
| -- | -------------------- | ----- | ------------------ |
|    | Ucraina (bandiera)   | D     | Jevhen Čeberjačko  |
|    | Russia (bandiera)    | D     | Vitalij Denisov    |
|    | Ucraina (bandiera)   | C     | Valeri Fedorchuk   |
|    | Argentina (bandiera) | C     | Osmar Ferreyra     |
|    | Brasile (bandiera)   | C     | Giuliano           |
|    | Ucraina (bandiera)   | A     | Oleksandr Hladkyj  |
|    | Rep. Ceca (bandiera) | C     | Mario Holek        |
|    | Ucraina (bandiera)   | A     | Volodymyr Homenjuk |
|    | Ghana (bandiera)     | D     | Samuel Inkoom      |
|    | Ucraina (bandiera)   | C     | Maksym Kalynyčenko |
|    | Ucraina (bandiera)   | P     | Anton Kanibolotsky |
|    | Ucraina (bandiera)   | C     | Jevhen Konopljanka |

| N. |                      | Ruolo | Calciatore       |
| -- | -------------------- | ----- | ---------------- |
|    | Ucraina (bandiera)   | C     | Serhij Kravčenko |
|    | Rep. Ceca (bandiera) | P     | Jan Laštůvka     |
|    | Ucraina (bandiera)   | C     | Dmytro L'opa     |
|    | Georgia (bandiera)   | D     | Ucha Lobzhanidze |
|    | Brasile (bandiera)   | C     | Matheus          |
|    | Ucraina (bandiera)   | C     | Serhij Nazarenko |
|    | Ucraina (bandiera)   | D     | Vitalij Mandzjuk |
|    | Ucraina (bandiera)   | C     | Ruslan Rotan     |
|    | Ucraina (bandiera)   | D     | Andrij Rusol     |
|    | Ucraina (bandiera)   | C     | Jevhen Šachov    |
|    | Ucraina (bandiera)   | A     | Jevhen Selezn'ov |
|    | Croazia (bandiera)   | D     | Ivan Strinić     |

## Risultati

### Prem"jer-liha

#### Girone d'andata
| Arbitro: | Igor Ishchenko (Kiev) |

|                |           |  |
| Čeberjačko 85’ | Marcatori |  |

| Arbitro: | Dmytro Zhukov (Donec'k) |

|                            |           |  |
| Selezn'ov 33’ Homenjuk 50’ | Marcatori |  |

| Arbitro: | Oleg Derevinsky (Kiev) |

|             |           |                                                              |
| Antonov 43’ | Marcatori | 6’ Konopljanka 15’, 71’, 90'+2’ Selezn'ov 68’ Osmar Ferreyra |

| Arbitro: | Yuri Vaks (Simferopoli) |

|                                            |           |  |
| Selezn'ov 17’ Kalynyčenko 30’ Homenjuk 60’ | Marcatori |  |

| Arbitro: | Sergiy Lisenchuk (Kiev) |

|  |           |           |
|  | Marcatori | 78’ Rotan |

| Arbitro: | Sergiy Dankovsky (Kiev) |

|  |           |             |
|  | Marcatori | 56’ Fininho |

| Kiev 22 agosto 2010, ore 19:15 7ª giornata | Dinamo Kiev              | 0 – 0 referto | Dnipro | Stadio Olimpico di Kiev (14.000 spett.)\| Arbitro: \| Viktor Shvetsov (Odessa) \| |
| Arbitro:                                   | Viktor Shvetsov (Odessa) |               |        |                                                                                   |

| Arbitro: | Andriy Shandor (Leopoli) |

|                 |           |                      |
| Konopljanka 66’ | Marcatori | 58’ Tanasa 76’ Mguni |

| Arbitro: | Sergiy Boyko |

|  |           |                                     |
|  | Marcatori | 2’ Konopljanka 79’ (rig.) Nazarenko |

| Arbitro: | Evgen Aranovsky (Kiev) |

|                    |           |                  |
| Zborovsky 25’, 78’ | Marcatori | 90'+2’ Selezn'ov |

| Arbitro: | Oleg Derevinsky (Kiev) |

|               |           |                 |
| Selezn'ov 20’ | Marcatori | 53’ Ivashchenko |

| Arbitro: | Mykhaylo Rodionenko (Luhans'k) |

|  |           |                                       |
|  | Marcatori | 38’ Mandzjuk 84’Homenjuk 87’Kravčenko |

| Arbitro: | Dmytro Kutakov (Brovary) |

|              |           |               |
| Homenjuk 28’ | Marcatori | 2’ Lazarovych |

| Arbitro: | Andriy Shandor (Leopoli) |

|              |           |                    |
| Bogdanov 20’ | Marcatori | 52’, 78’ Selezn'ov |

| Arbitro: | Sergiy Boyko |

|  |           |                  |
|  | Marcatori | 26’ Luiz Adriano |

#### Girone di ritorno
| Leopoli 7 novembre 2010, ore 19:00 16ª giornata | Karpaty                | 0 – 0 referto | Dnipro | Stadio Ucraina (9.000 spett.)\| Arbitro: \| Evgen Aranovsky (Kiev) \| |
| Arbitro:                                        | Evgen Aranovsky (Kiev) |               |        |                                                                       |

| Arbitro: | Igor Ishchenko (Kiev) |

|             |           |                 |
| Pichkur 82’ | Marcatori | 41’ Konopljanka |

| Arbitro: | Yuri Vaks (Sinferopoli) |

|                    |           |  |
| Selezn'ov 34’, 45’ | Marcatori |  |

| Arbitro: | Igor Pokidko |

|  |           |               |
|  | Marcatori | 22’ Selezn'ov |

| Arbitro: | Oleg Derevinsky (Kiev) |

|                           |           |                       |
| Selezn'ov 78’ Strinić 81’ | Marcatori | 31’ Platon 86’ Feščuk |

| Charkiv 13 marzo 2011, ore 15:00 21ª giornata | Metalist | 2 – 2 referto | Dnipro |  |

| Dnipropetrovsk 20 marzo 2011, ore 16:30 22ª giornata | Dnipro | 1 – 0 referto | Dinamo Kiev | Dnipro Arena (31.003 spett.) |

| 2 aprile 2011, ore 16:30 23ª giornata | Metalurh Donec'k | 3 – 2 referto | Dnipro |  |

| Dnipropetrovsk 9 aprile 2011, ore 16:30 24ª giornata | Dnipro | 2 – 0 referto | Vorskla | Dnipro Arena (14.600 spett.) |

| Dnipropetrovsk 17 aprile 2011, ore 12:30 25ª giornata | Dnipro | 2 – 2 referto | Sevastopol' | Dnipro Arena (15.822 spett.) |

| 23 aprile 2011, ore 18:00 26ª giornata | Kryvbas | 0 – 3 referto | Dnipro |  |

| Dnipropetrovsk 30 aprile 2011, ore 12:30 27ª giornata | Dnipro | 3 – 0 referto | Metalurh Zaporižžja | Dnipro Arena (10.804 spett.) |

| 7 maggio 2011, ore 14:30 28ª giornata | Zorja | 0 – 1 referto | Dnipro | Stadio Avanhard |

| Dnipropetrovsk 15 maggio 2011, ore 15:30 29ª giornata | Dnipro | 1 – 0 referto | Arsenal Kiev | Dnipro Arena |

| Donec'k 21 maggio 2011, ore 18:00 30ª giornata | Šachtar | 0 – 0 referto | Dnipro |  |

### Kubok Ukraïny
| Arbitro: | Yuri Mozharovsky (Leopoli) |

|                                                    |           |                   |
| Seleznev 25’ Homenjuk 33’ Kravčenko 47’ Gladky 88’ | Marcatori | 73’ (rig.) Idahor |

| 27 ottobre 2010, ore ? Ottavi di finale | Kremin' Kremenčuk | 0 – 3 | Dnipro |  |

| Arbitro: | Oleksandr Ivanov (Makiivka) |

|                                           |                      |                                                |
| Polyansky 36’                             | Marcatori            | 75’ Gladky                                     |
| Tesák Chaykovsky Kartushov Polyansky Bily | Tiri di rigore 4 – 5 | Rotan Ferreyra Seleznev Konopljanka Lobjanidze |

| Arbitro: | Oleksandr Derdo (Ilichivsk) |

|                               |           |                      |
| Willian 15’ Alex Teixeira 25’ | Marcatori | 63’ (aut.) Hübschman |

### Europa League

#### Fase preliminare
| Arbitro: | Andre Marriner |

|                               |           |                |
| Torbica 16’ (rig.) 90’ (rig.) | Marcatori | 23’ Kravchenko |

| Arbitro: | Stephan Studer |

|                         |           |  |
| Selezn'ov 45’ Holek 48’ | Marcatori |  |

| Arbitro: | Martin Ingvarsson |

|  |           |             |
|  | Marcatori | 5’ Arboleda |

| Poznań 26 agosto 2010, ore 20:15 CEST Ritorno dei play-off | Lech Poznań | 0 – 0 referto | Dnipro Dnipropetrovsk | Stadion Miejski (14.000 spett.)\| Arbitro: \| Bas Nijhuis \| |
| Arbitro:                                                   | Bas Nijhuis |               |                       |                                                              |

## Statistiche

### Statistiche di squadra
| Competizione       | Punti | In casa | In casa | In casa | In casa | In casa | In casa | In trasferta | In trasferta | In trasferta | In trasferta | In trasferta | In trasferta | Totale | Totale | Totale | Totale | Totale | Totale |
| Competizione       | Punti | G       | V       | N       | P       | Gf      | Gs      | G            | V            | N            | P            | Gf           | Gs           | G      | V      | N      | P      | Gf     | Gs     |
| ------------------ | ----- | ------- | ------- | ------- | ------- | ------- | ------- | ------------ | ------------ | ------------ | ------------ | ------------ | ------------ | ------ | ------ | ------ | ------ | ------ | ------ |
| Prem"jer-liha      | 57    | 15      | 8       | 4       | 3       | 22      | 10      | 15           | 8            | 5            | 2            | 24           | 10           | 30     | 16     | 9      | 5      | 46     | 20     |
| Kubok Ukraïny      | -     | 1       | 1       | 0       | 0       | 4       | 1       | 3            | 1            | 1            | 1            | 5            | 3            | 4      | 2      | 1      | 1      | 9      | 4      |
| UEFA Europa League | -     | 2       | 1       | 0       | 1       | 2       | 1       | 2            | 0            | 1            | 1            | 1            | 2            | 4      | 1      | 1      | 2      | 3      | 3      |
| Totale             | -     | 18      | 10      | 4       | 4       | 28      | 12      | 20           | 9            | 7            | 4            | 30           | 15           | 38     | 19     | 11     | 8      | 58     | 27     |

### Statistiche dei giocatori
| Giocatore       | Prem"jer-liha | Prem"jer-liha | Prem"jer-liha | Prem"jer-liha | Coppa d'Ucraina | Coppa d'Ucraina | Coppa d'Ucraina | Coppa d'Ucraina | UEFA Europa League | UEFA Europa League | UEFA Europa League | UEFA Europa League | Totale   | Totale | Totale      | Totale     |
| Giocatore       | Presenze      | Reti          | Ammonizioni   | Espulsioni    | Presenze        | Reti            | Ammonizioni     | Espulsioni      | Presenze           | Reti               | Ammonizioni        | Espulsioni         | Presenze | Reti   | Ammonizioni | Espulsioni |
| --------------- | ------------- | ------------- | ------------- | ------------- | --------------- | --------------- | --------------- | --------------- | ------------------ | ------------------ | ------------------ | ------------------ | -------- | ------ | ----------- | ---------- |
| J. Čeberjačko   | 26            | 1             | 1             | 7             | 4               | 0               | 1               | 2               | 4                  | 0                  | 0                  | 2                  | 34       | 1      | 2           | 11         |
| V. Denisov      | 23            | 0             | 0             | 4             | 4               | 0               | 0               | 0               | 4                  | 0                  | 0                  | 1                  | 31       | 0      | 0           | 5          |
| V. Fedorchuk    | ?             | ?             | ?             | ?             | ?               | ?               | ?               | ?               | ?                  | ?                  | ?                  | ?                  | ?        | ?      | ?           | ?          |
| O. Ferreyra     | 17            | 1             | 0             | 2             | 3               | 0               | 0               | 0               | 3                  | 0                  | 0                  | 0                  | 23       | 1      | 0           | 2          |
| Giuliano        | 11            | 0             | 1             | 0             | 0               | 0               | 0               | 0               | 0                  | 0                  | 0                  | 0                  | 11       | 0      | 1           | 0          |
| O. Gladky       | 24            | 2             | 0             | 3             | 4               | 2               | 0               | 1               | 2                  | 0                  | 0                  | 0                  | 30       | 4      | 0           | 4          |
| M. Holek        | 9             | 0             | 0             | 0             | 0               | 0               | 0               | 0               | 3                  | 1                  | 0                  | 0                  | 12       | 1      | 0           | 0          |
| V. Homenjuk     | 14            | 4             | 0             | 1             | 1               | 1               | 0               | 0               | 4                  | 1                  | 0                  | 0                  | 19       | 6      | 0           | 1          |
| S. Inkoom       | 11            | 0             | 0             | 1             | 1               | 0               | 0               | 0               | 0                  | 0                  | 0                  | 0                  | 12       | 0      | 0           | 1          |
| M. Kalynyčenko  | 13            | 1             | 0             | 3             | 1               | 0               | 0               | 0               | 4                  | 0                  | 0                  | 0                  | 18       | 1      | 0           | 3          |
| A. Kanibolotsky | ?             | ?             | ?             | ?             | ?               | ?               | ?               | ?               | ?                  | ?                  | ?                  | ?                  | ?        | ?      | ?           | ?          |
| J. Konopljanka  | 25            | 6             | 0             | 3             | 3               | 0               | 0               | 1               | 3                  | 0                  | 0                  | 2                  | 31       | 6      | 0           | 6          |
| S. Kravcenko    | 26            | 1             | 0             | 6             | 4               | 1               | 0               | 0               | 4                  | 0                  | 0                  | 1                  | 34       | 2      | 0           | 7          |
| J. Laštůvka     | 20            | -14           | 0             | 0             | 4               | -8              | 0               | 1               | 0                  | 0                  | 0                  | 0                  | 24       | -22    | 0           | 1          |
| D. L'opa        | 15            | 0             | 0             | 2             | 2               | 0               | 0               | 0               | 0                  | 0                  | 0                  | 0                  | 17       | 0      | 0           | 2          |
| U. Lobzhanidze  | 17            | 0             | 0             | 1             | 3               | 0               | 0               | 0               | 2                  | 0                  | 0                  | 0                  | 22       | 0      | 0           | 1          |
| V. Mandzjuk     | 24            | 1             | 0             | 4             | 4               | 0               | 0               | 0               | 1                  | 0                  | 0                  | 0                  | 29       | 1      | 0           | 4          |
| Matheus         | 3             | 0             | 0             | 0             | 0               | 0               | 0               | 0               | 0                  | 0                  | 0                  | 0                  | 3        | 0      | 0           | 0          |
| S. Nazarenko    | 25            | 6             | 0             | 2             | 2               | 0               | 0               | 0               | 2                  | 0                  | 0                  | 0                  | 29       | 6      | 0           | 2          |
| R. Rotan        | 21            | 1             | 0             | 8             | 3               | 0               | 0               | 1               | 2                  | 0                  | 0                  | 0                  | 26       | 1      | 0           | 9          |
| A. Rusol        | ?             | ?             | ?             | ?             | ?               | ?               | ?               | ?               | ?                  | ?                  | ?                  | ?                  | ?        | ?      | ?           | ?          |
| J. Šachov       | 19            | 2             | 0             | 3             | 2               | 0               | 0               | 0               | 1                  | 0                  | 0                  | 0                  | 22       | 2      | 0           | 3          |
| J. Selezn'ov    | 24            | 17            | 0             | 4             | 3               | 1               | 0               | 2               | 4                  | 1                  | 0                  | 0                  | 31       | 19     | 0           | 6          |
| I. Strinić      | 6             | 2             | 0             | 1             | 0               | 0               | 0               | 0               | 0                  | 0                  | 0                  | 0                  | 6        | 2      | 0           | 1          |